# Schefflera bipalmatifolia
Schefflera bipalmatifolia är en araliaväxtart som beskrevs av Elmer Drew Merrill. Schefflera bipalmatifolia ingår i släktet Schefflera och familjen araliaväxter. Inga underarter finns listade.